# Islote de la Gabinière
Islote de la Gabinière (en francés: Îlot de la Gabinière) es una de las islas de Hyères (îles d'Hyères) en el sur del país europeo de Francia.
Situado al sur de Port-Cros, fue integrado al Parque nacional de Port-Cros (Parc national de Port-Cros) y está clasificada como Reserva integral. Sin embargo, a pesar de su pequeño tamaño, es conocida por sus lugares para bucear.
Administrativamente forma parte del Departamento de Var, en la región de Provenza-Alpes-Costa Azul.